# Godula (Moravskoslezské Beskydy)
Godula je 738 metrů vysoký kopec v Moravskoslezských Beskydech. Leží jihovýchodně od obce Komorní Lhotka, jihozápadně od obce Smilovice a severozápadně od obce Řeka. Na západ od Goduly teče údolím na sever Ráztoka, na východě leží údolí Ropičanky. Těsně pod vrcholem se nachází Památník vzniku 1. Československé republiky a nedaleko také Horská chata Ondráš.
V době rekatolizace byl na Godule jeden z beskydských lesních kostelů, kde se scházeli protestanti, když jim byl sebrán kostel v nedalekých Gutech. Na památku setkávání byl v roce 1931 (150. výročí vydání tolerančního patentu) na Godule postaven pomník (nachází se asi 0,5 km jižně od vrcholu).
Na jihovýchodním úpatí Goduly se nalézá stejnojmenná skalní stěna.

## Přístup
- Z Komorní Lhotky: z náměstí v centru obce vede na vrchol žlutá turistická trasa KČT (délka 3,5 km). Z obce vede na Godulu (samotný vrchol těsně míjí) také cyklotrasa 6083, která pokračuje dále přes hřeben Ropické rozsochy až do Třince-Karpentné.
- Z Řeky: od turistického rozcestníku Řeka, střed po žluté turistické trase KČT k rozcestníku Pod Ropičkou, sedlo, poté po zelené na Ropičník a odtud opět po žluté na vrchol Goduly (délka 5 km).
- Z Řeky: od hotelu Řeka po naučné stezce pokladů Godula.[1][2]